# Седнівська осінь
Седнівська осінь — щорічний літературно-мистецький фестиваль. Проводиться на у вересні або жовтні у смт Седнів Чернігівського району Чернігівської області. На фестивалі, як правило, представлена більшість сіл Чернігівського району. Приїздять письменники, художники, поети, кобзарі, співаки та інші культурні діячі.

## Історія
Фестиваль вперше було проведено у 2003 році. У 2015 році, 26 вересня, пройшов 12-й за ліком захід. У 2014 році (через війну) свято не проводили.

### 2013

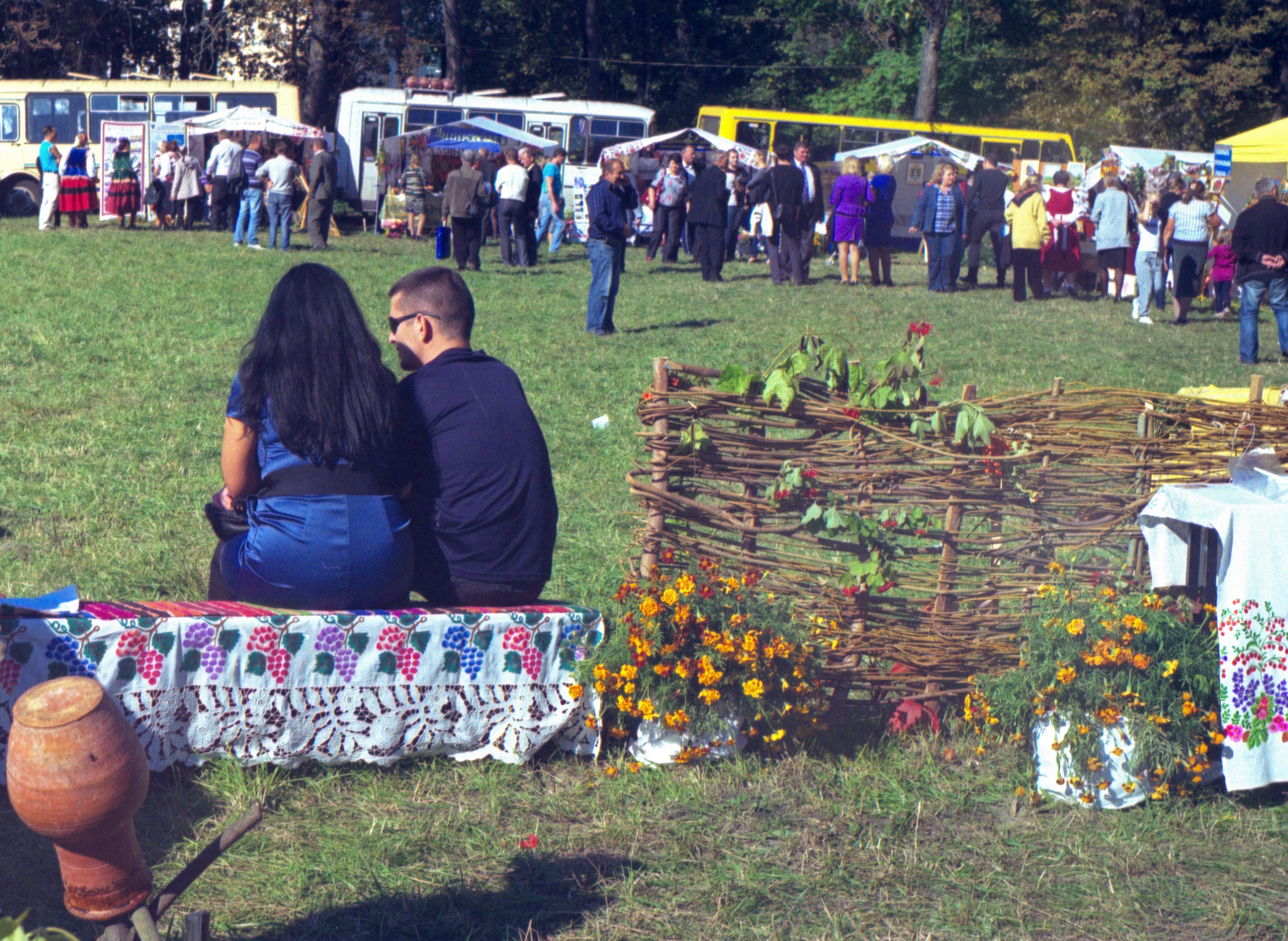

### 2004
Свято пройшло 2 жовтня 2004 року.

### 2005
Свято пройшло 24 вересня 2005 року.

### 2008
Свято пройшло 5 жовтня 2008 року.

### 2012

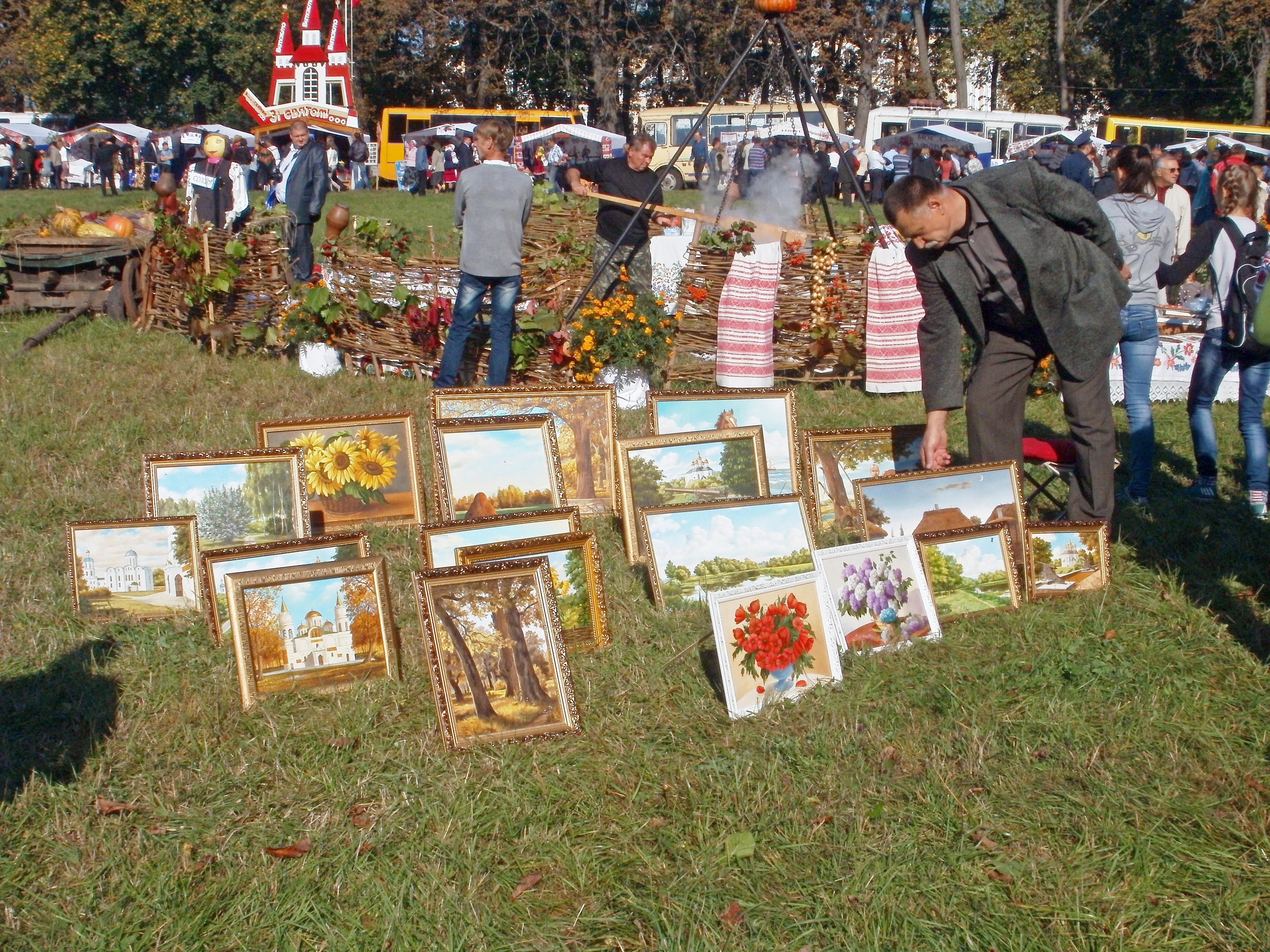
виставка картин
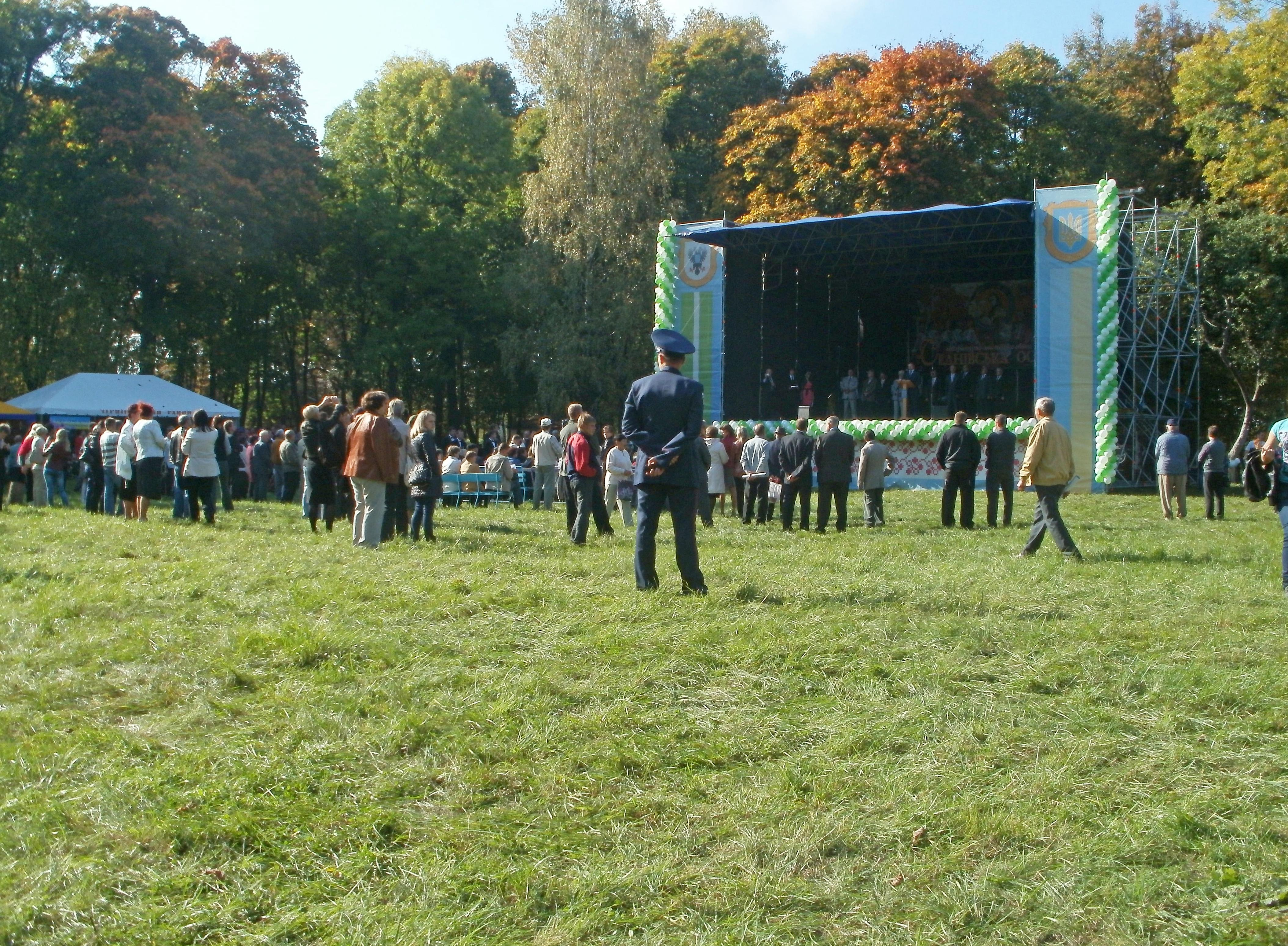
сцена
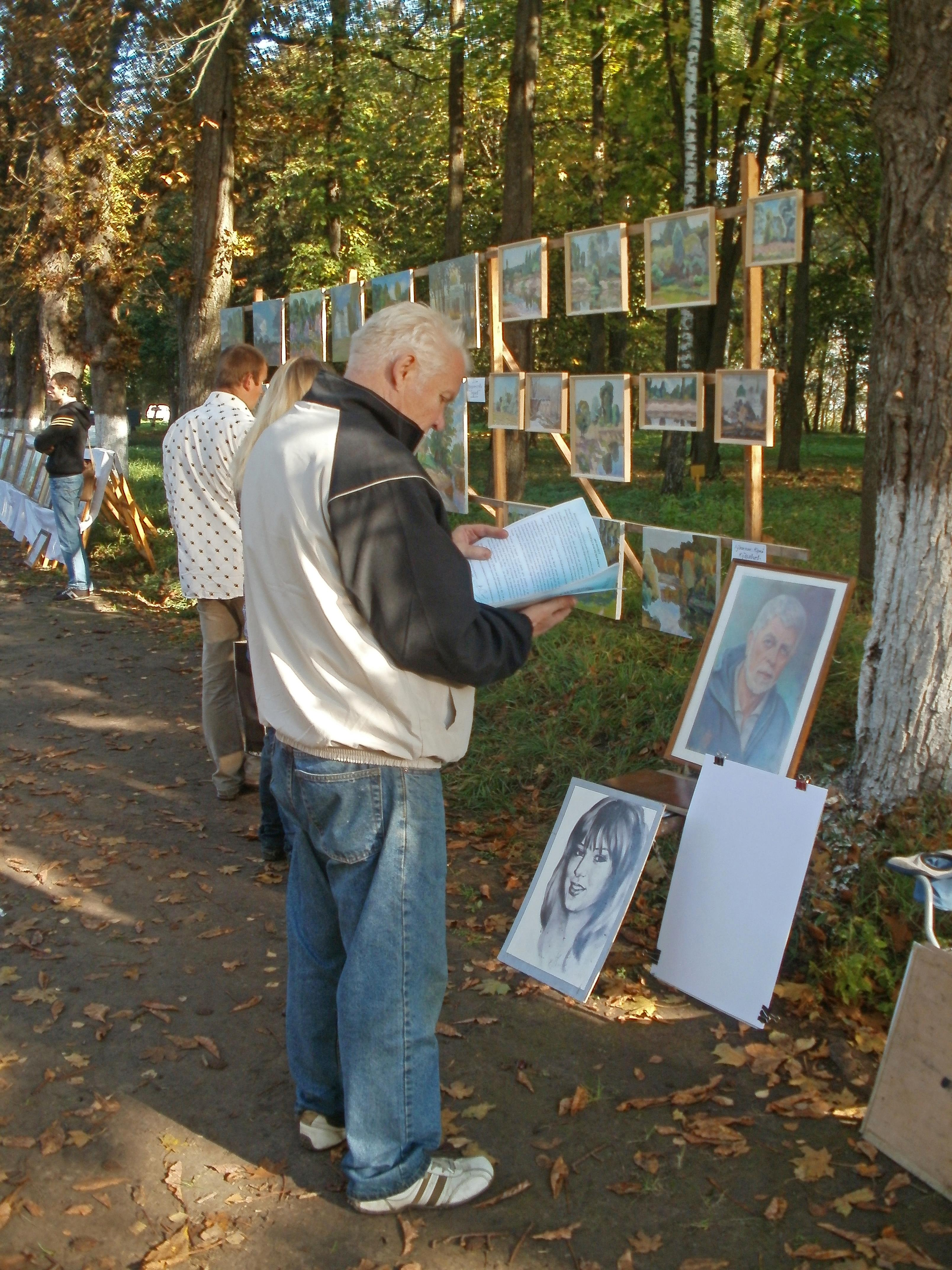
виставка картин
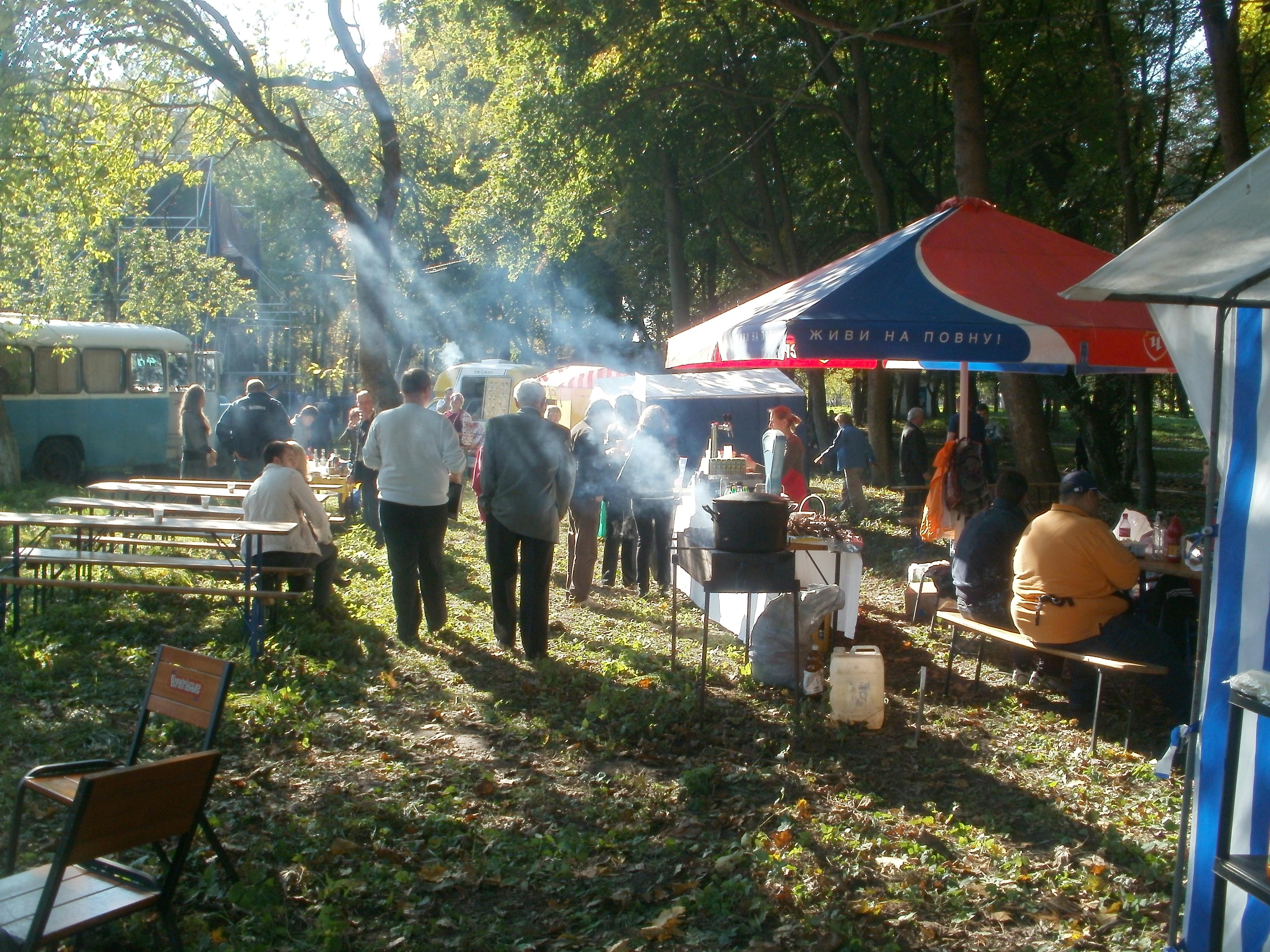
шашлики

### 2015
26 вересня 2015 року пройшов 12-й за ліком фестиваль. Свято проходило на галявині поруч із Воскресенською церквою та кам'яницею Лизогубів.
Зранку в Георгіївській церкві провели урочисту літургію з нагоди 300-річчя храму. У цей рік випав ще один ювілей — 125-річчя від дня народження місцевого поета Аркадія Казки. Про життєвий шлях земляка розповів краєзнавець Ервін Міден.
У кам'яниці Лизогубів виставили пам'ятки з фондів обласного історичного музею імені В. Тарновського. До Будинку творчості прибула офіційна делегація на чолі з головою Національної спілки художників України, народним художником України, лауреатом Національної премії імені Тараса Шевченка Володимиром Чепеликом. Були також присутні поет Іван Драч, художній керівник Національного державного українського академічного хору імені Г. Верьовки Анатолій Авдієвський, голова Національної спілки кобзарів України Володимир Єсипок та інші діячі культури.
Біля Воскресенської церкви була виставка рідкісних церковних книг. 
Усі охочі могли сфотографуватися поруч із «двійником» Тараса Шевченка, у якого перевтілився Станіслав Новак з Анисова. Фотографувалися також і біля «Хмільничанки» — символу цьогорічної осені. Автор такої оригінальної скульптури — художній керівник Хмільницького будинку культури Світлана Калита.
Свої роботи традиційно представили члени об'єднання художників Чернігівщини «Деснянська палітра». Також були виствки народних майстрів, дитячої творчості, територіальних громад Чернігівського району, обласного історичного музею ім. В. В. Тарновського.
На честь першої літописної згадки про Седнів — перемогу тритисячної дружини чернігівського князя Святослава Ярославича над дванадцятитисячним військом половецького воєначальника Шарукана — було відкрито пам'ятник. Він складається із двох кам'яних брил, поміж яких лежить шолом. Автор пам'ятника, випускник Національної академії образотворчого мистецтва та архітектури, скульптор Іван Підгайний пояснив, що це шолом давньоруського воїна, знятий на розломі землі, який утворився після бою.
Директор обласного історичного музею Сергій Лаєвський детальніше розповів про ту давню подію. Після поразки великого руського війська на річці Альті на Русь напали половці. «На річці Снов, тут, біля Седнева, їх зупинив син Ярослава Мудрого Святослав з дружиною, зупинив на кілька десятків років, — повідомив він. — Це була важлива перемога, оскільки була здобута після поразки. Вона свідчила, що дух києворуських воїнів є нездоланним. Цей пам'ятник завжди буде нагадувати, що будь-яку загрозу зі Сходу буде зупинено на українській землі».
Після покладання квітів до пам'ятного знаку свято відкрили перший заступник голови облдержадміністрації Леонід Сахневич та голова Чернігівської райдержадміністрації Віктор Корж.
У вітальному слові керівник району повідомив про зворушливу подію: «Київські скульптори передають двом сільським громадам свої творчі роботи — погруддя земляків, що загинули на Сході України».
На сцені розпочався святковий концерт, і одночасно — пригощання козацьким кулішем. 200 літрів запашної гарячої страви зварили працівники районної лікарні. На куліш пішло 200 кілограмів пшона, 20 — цибулі, 15 — сала, 5 — підчеревка, 3 — солі та трохи перцю і лаврового листа. 
Свято продовжили виступи творчих колективів обласної філармонії, а саме: академічний ансамбль пісні і танцю «Сіверські клейноди» (художній керівник та головний диригент — заслужений діяч мистецтв України Сергій Вовк), духовий оркестр (художній керівник та головний диригент Анатолій Ткачук), капела бандуристів ім. Остапа Вересая (художній керівник Раїса Борщ, головний хормейстер — Микола Борщ) та солісти філармонійного центру — заслужений артист України Володимир Гришин, лауреати міжнародних конкурсів Тетяна Олійник та Сергій Гладарьов, Ніна Коцур, Іванна Коцур, Лариса Литвин. Завершилася концертна програма виступами аматорських колективів Чернігівського району. Ведучі — Інна Василенко та Володимир Банюк.
У цей день була відкрита для відвідування Седнівська ГЕС.
Під час заходу проводився збір коштів на допомогу бійцям АТО.